# European Science Fiction Society

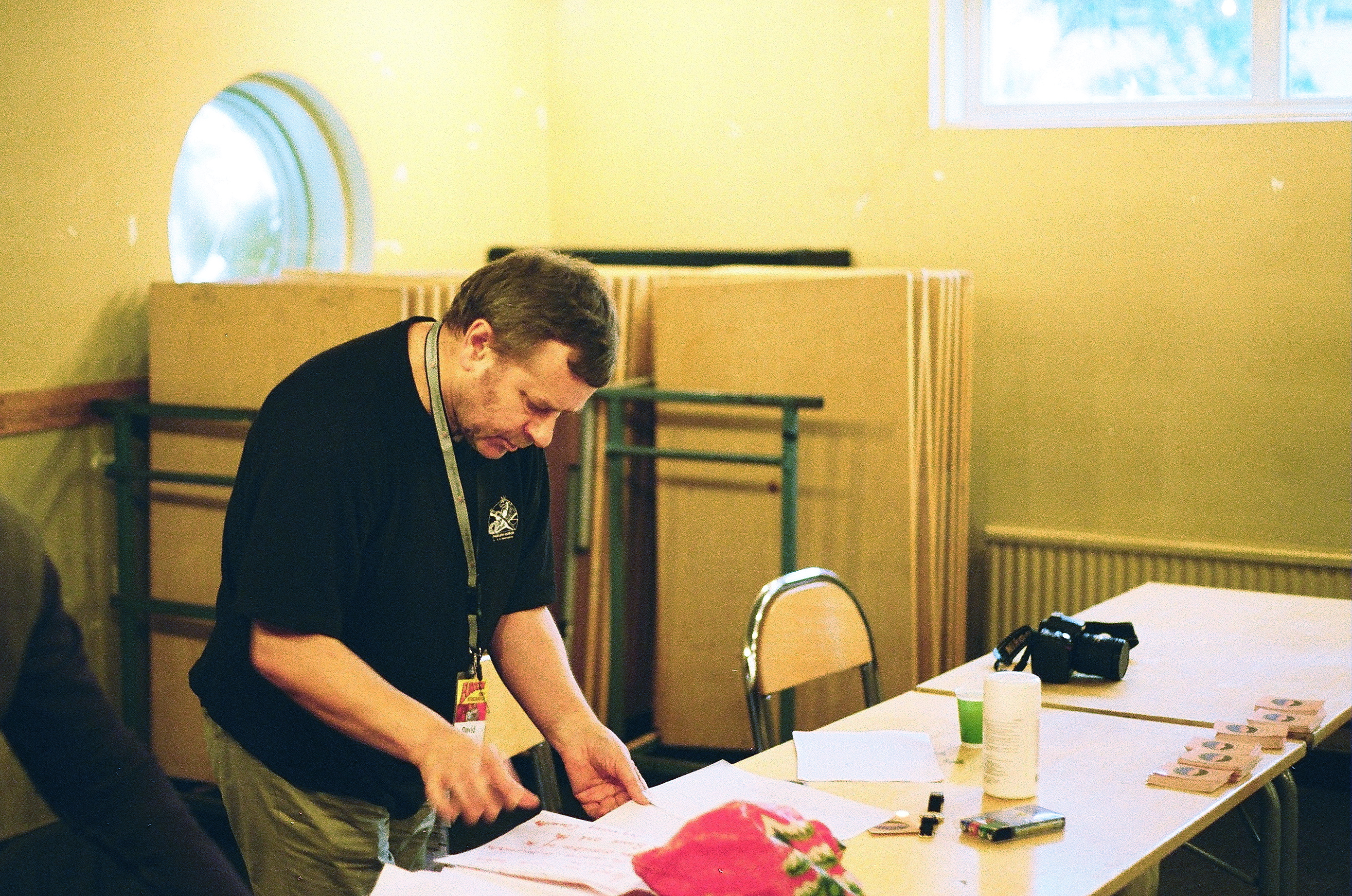
Dave Lally, il presidente della European Science Fiction Society a Stoccolma 2011.

La European Science Fiction Society è un'organizzazione internazionale di professionisti ed amatori della fantascienza impegnati a promuovere la fantascienza in Europa e la fantascienza europea nel mondo.
L'associazione venne fondata in occasione della prima convention europea di fantascienza, Eurocon, che si tenne nel 1972 a Trieste, Italia. Da quel momento, l'organizzazione ha assicurato l'organizzazione degli Eurocon con cadenza biennale in una prima fase, con cadenza annuale in seguito. L'organizzazione amministra anche l'assegnazione dei premi europei di fantascienza, gli European SF Awards.

## Board

### Composizione attuale
Eletti a Barcellona nel 2016:
- Presidente: Carolina Gómez Lagerlöf (Svezia)
- Segretario: Gareth Kavanagh (Irlanda)
- Tesoriere: Vanja Kranjcevic (Croazia)
- Amministratore dei premi: vacante
- Vice Presidente: Saija Kyllönen (Finlandia)

### 2013-2016
Eletti a Kiev nel 2013:
- Presidente: Carolina Gómez Lagerlöf (Svezia)
- Segretario: Gareth Kavanagh (Irlanda)
- Tesoriere: Vanja Kranjcevic (Croazia)
- Amministratore dei premi: Bridget Wilkinson (Regno Unito)
- Vice Presidente: Saija Kyllönen (Finlandia)

### 2010-2013
- Presidente: David Lally (Irlanda)
- Segretario: Bridget Wilkinson (Regno Unito)
- Tesoriere: Piotr Cholewa (Polonia)
- Vice Presidente: Roberto Quaglia (Italia)

### 2007-2010
Eletti a Copenaghen nel 2007:
- Presidente: David Lally (Irlanda)
- Segretario: Bridget Wilkinson (Regno Unito)
- Tesoriere: Piotr Cholewa (Polonia)
- Vice Presidente: Roberto Quaglia (Italia)